# Équipe d'Italie de football à la Coupe du monde 1950
L'équipe d'Italie de football participe à sa troisième Coupe du monde en 1950. La phase finale se tient au Brésil du 24 juin 1950 au 16 juillet 1950. Elle se rend à la compétition en tant que double championne du monde en titre à la suite de ses victoires en 1934 et 1938.
Le tournoi devait réunir seize nations réparties en quatre groupes de quatre équipes au premier tour, le vainqueur de chaque groupe se qualifiant pour la poule finale. Trois nations déclarent forfait et les groupes 3 et 4 ne comptent respectivement que trois et deux équipes. L'Italie se retrouve dans la poule 3 et termine le groupe à la 2e place derrière la Suède. Les Italiens seront finalement classés 7e sur 13.

## Phase qualificative
L'Italie est qualifiée d'office pour la phase finale en tant que tenante du titre.

## Phase finale

### Premier tour, poule 3
| Classement final |              |     |   |   |   |   |    |    |      |
|                  | Équipe       | Pts | J | G | N | P | BP | BC | Diff |
| 1                | Suède        | 3   | 2 | 1 | 1 | 0 | 5  | 4  | +1   |
| 2                | Italie       | 2   | 2 | 1 | 0 | 1 | 4  | 3  | +1   |
| 3                | Paraguay     | 1   | 2 | 0 | 1 | 1 | 2  | 4  | -2   |
|                  | Inde forfait |     |   |   |   |   |    |    |      |

| 25 juin   | Suède  | 3 | 2 | Italie   |
| 29 juin   | Suède  | 2 | 2 | Paraguay |
| 2 juillet | Italie | 2 | 0 | Paraguay |

| 25 juin 1950                      | Suède                           | 3 - 2 | Italie                          | Stade du Pacaembu, São Paulo               |                                            |
| 15:00 · Historique des rencontres | Jeppson 25e 68e · Andersson 33e |       | Carapellese 7e · Muccinelli 75e | Spectateurs : 50 000 Arbitrage : Jean Lutz | Spectateurs : 50 000 Arbitrage : Jean Lutz |
| 15:00 · Historique des rencontres | (Résumé)                        |       |                                 | Spectateurs : 50 000 Arbitrage : Jean Lutz | Spectateurs : 50 000 Arbitrage : Jean Lutz |

| 2 juillet 1950                    | Italie                           | 2 - 0 | Paraguay | Stade du Pacaembu, São Paulo                  |                                               |
| 15:00 · Historique des rencontres | Carapellese 12e · Pandolfini 62e |       |          | Spectateurs : 26 000 Arbitrage : Arthur Ellis | Spectateurs : 26 000 Arbitrage : Arthur Ellis |
| 15:00 · Historique des rencontres | (Résumé)                         |       |          | Spectateurs : 26 000 Arbitrage : Arthur Ellis | Spectateurs : 26 000 Arbitrage : Arthur Ellis |

## Effectif
Ferruccio Novo est le sélectionneur de l'Italie durant la Coupe du monde.
| No. | Pos.      | Joueur               | Date de naissance et âge | Sélec. | Club              |
| --- | --------- | -------------------- | ------------------------ | ------ | ----------------- |
| -   | Attaquant | Amedeo Amadei        | 26 juillet 1921          | 6      | Inter Milan       |
| -   | Défenseur | Carlo Annovazzi      | 24 mai 1925              | 10     | Milan AC          |
| -   | Défenseur | Ivano Blason         | 24 mai 1923              | 0      | Triestina Calcio  |
| -   | Attaquant | Giampiero Boniperti  | 4 juillet 1928           | 6      | Juventus de Turin |
| -   | Attaquant | Aldo Campatelli      | 7 avril 1919             | 6      | Inter Milan       |
| -   | Attaquant | Gino Cappello        | 2 juin 1920              | 3      | Bologne FC        |
| -   | Attaquant | Emilio Caprile       | 30 septembre 1928        | 2      | Atalanta Bergame  |
| -   | Attaquant | Riccardo Carapellese | 1er juillet 1922         | 11     | Torino FC         |
| -   | Gardien   | Giuseppe Casari      | 10 avril 1922            | 2      | Atalanta Bergame  |
| -   | Défenseur | Osvaldo Fattori      | 22 juin 1922             | 3      | Inter Milan       |
| -   | Défenseur | Zeffiro Furiassi     | 19 janvier 1923          | 0      | Lazio de Rome     |
| -   | Défenseur | Attilio Giovannini   | 30 juillet 1924          | 4      | Inter Milan       |
| -   | Attaquant | Benito Lorenzi       | 20 décembre 1925         | 5      | Inter Milan       |
| -   | Milieu    | Augusto Magli        | 9 mars 1923              | 0      | Fiorentina        |
| -   | Milieu    | Giacomo Mari         | 17 octobre 1924          | 3      | Juventus de Turin |
| -   | Gardien   | Giuseppe Moro        | 16 janvier 1921          | 2      | Torino FC         |
| -   | Attaquant | Ermes Muccinelli     | 28 juillet 1927          | 2      | Juventus de Turin |
| -   | Attaquant | Egisto Pandolfini    | 19 février 1926          | 0      | Fiorentina        |
| -   | Milieu    | Carlo Parola         | 20 septembre 1921        | 9      | Juventus de Turin |
| -   | Milieu    | Leandro Remondini    | 17 novembre 1917         | 0      | Lazio de Rome     |
| -   | Gardien   | Lucidio Sentimenti   | 1er juillet 1920         | 7      | Lazio de Rome     |
| -   | Milieu    | Omero Tognon         | 3 mars 1924              | 4      | Milan AC          |